# PSV Eindhoven (handball)
Maillots
La section handball du PSV Eindhoven est un club de handball situé à Eindhoven. Le club possède plusieurs équipes masculines dont une jouant en Division 2 et plusieurs équipes féminines dont une jouant en Division 1

## Histoire
Le PSV Eindhoven est, au départ, un club de football fondé en 1913. Le club se développe en fondant plusieurs sections sportives comme en  basket-ball,  baseball,  badminton,  rugby, tennis et également une section handball fondée en 1932.
Celle-ci remporte un titre en championnat des Pays-Bas de handball et deux coupes des Pays-Bas féminine

## Fusion
En 2000, le PSV Eindhoven absorbe deux clubs de la ville de Eindhoven, l'Association sportive Vieux Canal (SVOG) et le DVC (Dis Amitié combiné).
Le PSV Eindhoven compte plus de 300 membres avec onze équipes dames et sept équipes hommes et plusieurs équipes de jeunes.

## Événement
Chaque année, le PSV Eindhoven organise un tournoi pour toutes les catégories des équipes jeunes aux équipes séniors qui regroupe 130 équipes.
Depuis 2012, le PSV Eindhoven organise un tournoi de sandball qui, depuis 2013, est qualificatif pour le championnat des Pays-Bas de sandball

## Clubs rencontrés en Coupe d'Europe
- HB Sint-Truiden